# Pico de Ratera
El Pico de Ratera o Tuc de Ratera es un pico de los Pirineos con una altitud 2862 metros, se encuentra situado en el Circo de Colomers, en la comarca del Valle de Arán (provincia de Lérida).

## Descripción
El pico o Tuc de Ratera es una de las cumbres más altas del Circo de Colomers, del que forma parte junto con la Creu de Colomèrs (2895 m) o el Gran Tuc de Colomèrs (2993 m).

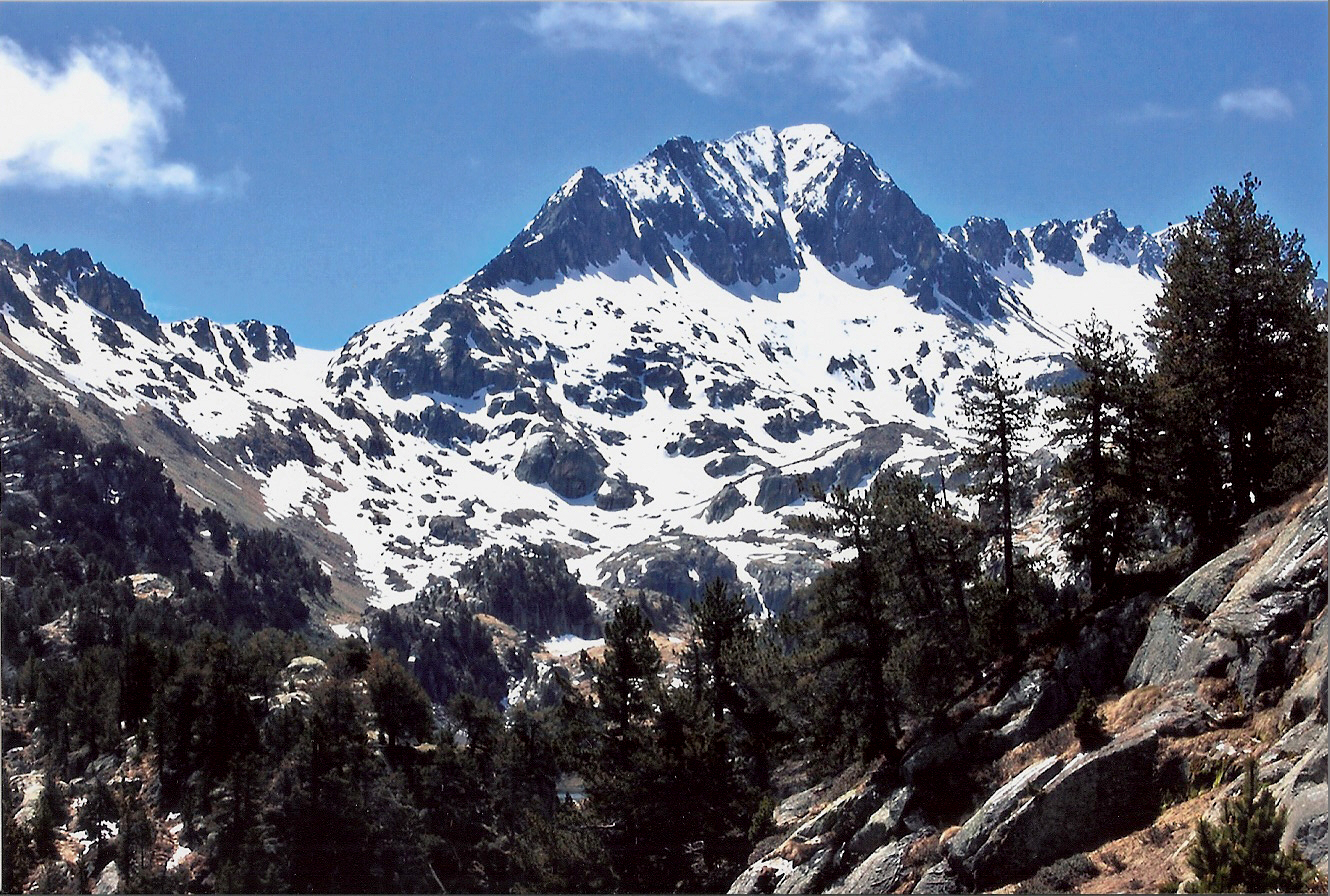
Vista del Tuc de Ratera

El Circo de Colomers está formado por una cincuentena de lagos de origen glaciar de diferentes tamaños y formas, entre los que destacan el Estanh Major de Colomers, Estanh Obago, Estanh Long, Lac des Cabidornats, Lac deth Cap de Colomèrs o Estanh de Ratera de Colomers. 
El Circo de Colomers cuenta con un refugio de montaña (Refugio de Colomers), situado a una altitud de 2135 metros, el cual dispone de 60 plazas de dormitorio, servicio de comida y duchas de agua fría.
El Tuc de Ratera limita a su vez con el Circo de Saboredo.